# Superbike
Superbike je motociklistični šport pri katerem se tekmuje na močno predelanih serijskih (proizvodnih) motociklih, za razliko od MotoGPja pri katerem se tekmuje na namensko grajenih dirkalnih motociklih. Glavno svetovno tekmovanje je Superbike World Championship, ima pa več držav svoja superbike prvenstva. Superbike je popularen med proizvajalci motociklov, ker lahko na ta način oglašujejo svoje izdelke. Uveljavljen slogan je "zmagaj v nedeljo, prodaj v ponedeljek". 
Superbike motocikli morajo imeti štiritaktni motor, pri 2-valjnih V-motorjih mora biti delovna prostornina med 850-1200 cc, pri štirivaljnih pa med 750-1000 cc. 

### Superbike tekmovanja
- AMA Superbike Championship, ZDA
- British Superbike Championship, Velika Britanija
- Mopar Canadian Superbike Championship, Kanada
- All Japan Superbike Championship, Japonska
- Moto 1000 GP, Brauilija
- Irish Road Racing Championship, Irska
- Australian Superbike Championship, Avstralija
- Championnat de France Superbike, Fracnija
- China Superbike Championship, Kitajska
- Campeonato Español de Velocidad, Španija
- CIV Superbike, Italija
- IDM Superbike, Nemčija
- CitiBike Motorcycle Championship; Južna Afrika
- New Zealand Road Race Championship, Nova Zelandija
- Dutch Superbike Kampioenschap, Nizozemska